# 法國國鐵BB 69000型柴油機車
BB 69000型柴油机车是法国克勒索锻造工厂（SFAC）为法國國家鐵路公司设计制造的一种柴油机车，也是法国铁路曾经使用的唯一一种液力传动干线柴油机车，该型机车为实验性车型，仅试制两台并未投入批量生产。

## 发展历史
法国铁路主要采用电力牵引，至1960年代初大部分铁路干线均已完成了电气化，内燃牵引仅用于少数干线、大部分支线和调车作业，而干线柴油机车全部采用电力传动。1961年，法国国家铁路公司为了在研制大功率柴油机车方面追上西德的水平，提出尽快研制4000马力以上的柴油机车，并考虑了分别两种传动方式的双柴油机车型，其中一种是BB 69000型液力传动柴油机车，而另一种是CC 70000型电力传动柴油机车。1961年11月，法国国铁向克勒索锻造工厂（Société des Forges et Ateliers du Creusot）下达了BB 69000型柴油机车的研制任务。
克勒索工厂于1964年先后制造了两台BB 69000型柴油机车，机车功率4800马力，重量为84吨，最高运行速度为140公里/小时，是当时世界上单位长度功率及单位重量功率最大的柴油机车。两台机车分别于1964年4月2日和4月18日配属沙兰德雷机务段投入运用，主要担当牵引旅客快车和货物列车，使列车从电气化铁路转到非电气化铁路运行时，既无需缩短编组，也能保持同样的速度。BB 69000型柴油机车于1984年1月23日停止运用，69001、69002号机车分别累计运行1,367,298公里和1,561,034公里。试验和运用结果表示，该型机车重量轻、功率大、粘着运用良好，但传动装置偶有故障发生，双柴油机结构也不利于日常维护检修。
由于法国国铁认为单柴油机组的机车维护费用较低，因此其技术政策规定了一台机车只应装用一台柴油机，从而否定了双柴油机组机车，最终BB 69000型、CC 70000型柴油机车均未能投入批量生产。

## 技术特点
BB 69000型柴油机车为四轴双机组液力传动柴油机车，采用桁架式侧壁承载结构车体，双端各设一个司机室，可根据行车方向由机车任一端司机室操纵机车，司机室内部与BB 67000、A1AA1A 68000型柴油机车相同。每台机车装用2台SEMT V16 PA 4型高速柴油机，装车功率为2×2400马力，额定转速为每分钟1565转。两套动力机组以机车中心线对称布置，司机室与动力室之间是冷却传动室。两台转向架之间吊挂着燃油箱和两个总风缸。
传动装置由克勒索工厂和福伊特公司联合研制，在法国铁路普遍采用的单电机转向架基础上，设计了福伊特L821gr型转向架联装式液力传动箱。L821gr型液力变速箱采用福伊特传统的多循环圆结构型式，由二个液力变扭器、一个液力耦合器组成，设有液力制动装置，传动功率为2230马力。传动箱直接横置在转向架上，同时也作为转向架的横梁。柴油机通过万向轴将功率传递到液力传动箱，再从液力变速箱通过齿轮组和空心轴来驱动车轴，从而驱动轮对。一系悬挂采用轴箱均衡梁和螺旋弹簧；二系悬挂采用旁承吊杆；牵引力或制动力通过中间低位牵引拉杆传递。